# Championnats de France d'athlétisme 1895
Navigation
Championnats 1894 Championnats 1896
Les Championnats de France d'athlétisme 1895 ont lieu les 26 mai et 2 juin 1895 à la Croix-Catelan de Paris. L'épreuve de steeple (4 000 m) a lieu le 21 avril.

## Palmarès
| Discipline       | Athlète            | Athlète       |
| ---------------- | ------------------ | ------------- |
| 100 m            | Jean-Guy Gautier   | 11 s 6        |
| 400 m            | Georges Garnier    | 54 s 4        |
| 800 m            | Michel Soalhat     | 2 min 5 s 4   |
| 1 500 m          | Michel Soalhat     | 4 min 16 s 4  |
| 110 m haies      | Édouard Pontié     | 18 s 2        |
| 400 m haies      | Georges Babut      | 1 min 1 s 2   |
| 4 000 m steeple  | Michel Soalhat     | 14 min 47 s 6 |
| Saut en hauteur  | Frédéric Combemale | 1,62 m        |
| Saut à la perche | Abel Blanchard     | 2,50 m        |
| Saut en longueur | Jean Glukowski     | 6,32 m        |
| Lancer du poids  | Jean Ducrocq       | 10,20 m       |